# Laugh Now, Cry Later
Laugh Now, Cry Later (in italiano: "Ridi ora, piangi dopo") è un album di Ice Cube, il primo con la sua etichetta indipendente Lench Mob Records e il primo dopo quattro anni lontano dalla scena musicale.

## Tracce
| #  | Titolo                                   | Produttori         | in collaborazione con | Durata |
| -- | ---------------------------------------- | ------------------ | --------------------- | ------ |
| 1  | "Definition of a West Coast 'G' (Intro)" |                    |                       | 0:14   |
| 2  | "Why We Thugs"                           | Scott Storch       |                       | 3:45   |
| 3  | "Smoke Some Weed"                        | Bud'da             |                       | 3:46   |
| 4  | "Dimes & Nicks (A Call from Mike Epps)"  |                    |                       | 1:06   |
| 5  | "Child Support"                          | Teak & Dee         |                       | 4:01   |
| 6  | "2 Decades Ago (Insert)"                 | Sketch             |                       | 0:14   |
| 7  | "Doin' What It 'Pose 2 Do"               | Emile              |                       | 4:07   |
| 8  | "Laugh Now, Cry Later"                   | Diddy & The Hitmen |                       | 3:36   |
| 9  | "Stop Snitchin'"                         | Swizz Beatz        |                       | 3:15   |
| 10 | "Go to Church"                           | Lil Jon            | Snoop Dogg & Lil Jon  | 4:00   |
| 11 | "The Nigga Trapp"                        | DJ Green Lantern   |                       | 3:48   |
| 12 | "A History of Violence (Insert)"         |                    |                       | 1:09   |
| 13 | "Growin' Up"                             | Laylaw & D-Mac     |                       | 3:53   |
| 14 | "Click, Clack - Get Back!"               | Emile              |                       | 3:09   |
| 15 | "The Game Lord"                          | Teak & Dee         |                       | 4:09   |
| 16 | "Chrome & Paint"                         | Bud'da             | WC                    | 3:27   |
| 17 | "Steal the Show"                         | Scott Storch       |                       | 4:12   |
| 18 | "You Gotta Lotta That"                   | Lil Jon            | Snoop Dogg            | 4:06   |
| 19 | "Spittin' Pollaseeds"                    | Laylaw & D-Mac     | WC & Kokane           | 5:04   |
| 20 | "Holla @ Cha Boy"                        | Lil Jon            |                       | 3:30   |
| 21 | "Pockets Stay Fat" (iTunes Bonus Track)  | Dj Green Lantern   | Lil Scrappy           | 3:55   |
| 22 | "Run" (Best Buy Bonus Track)             |                    |                       | 3:53   |
| 23 | "Dick Tease" (Japanese Bonus Track)      |                    |                       | 4:02   |
| 24 | "Race Card" (Best Buy Bonus Track)       | Warren G           |                       | 3:13   |